# Madalam
Ne doit pas être confondu avec Maddalam.
Madalam  est une localité du Cameroun située dans la commune de Kai-Kai, le département du Mayo-Danay et la Région de l'Extrême-Nord, à proximité de la frontière avec le Tchad.

## Population
Une étude de 1967 distingue Madalam Djaroua (482 habitants), Madalam Golopoy (262 h.) et Madalam Mafadak (366 h.). Toutes ces populations sont principalement Mousgoum.
Lors du recensement de 2005, on dénombre 1 219 personnes à Madalam Golbogoï, 705 à Madalam Mavadak et 305 à Madalam Dilia.
Une étude de terrain de 2013 distingue Madalam Golbougaye et Dilia (1900 h.) d'une part et Madalam Djaroua d'autre part (800 h.).

## Infrastructures
Madalam est doté d'un lycée public d'enseignement général qui accueille les élèves de la 6e à la Terminale.